# 拟克林顿钩丝壳
拟克林顿钩丝壳（学名：Uncinula clintoniopsis）是属于白粉菌目白粉菌科钩丝壳属的一种真菌，寄生在梧桐属植物上。该种分布于中国、日本。